# محطة برايدوود للطاقة النووية
محطة برايدوود للطاقة النووية هي محطة للطاقة النووية، تقع في مقاطعة ويل شمال شرق إلينوي بالولايات المتحدة الأمريكية.

## نبذة
تغطي المحطة شيكاغو وإلينوي الشمالية بالكهرباء. تم بناء المحطة في الأصل من قبل شركة الكومنولث إديسون، وتم الإستحواذ عليها من قبل شركة ايكسون.

## المفاعل
تحتوي المحطة على مفاعلين اثنان من مفاعلي الماء المضغوط من شركة ويستينجهاوس.

## الترخيص
رُخصة  المحطة من قِبَل هيئة التنظيم النووي للعمل حتى 2026 للوحدة الأولى و2027 للوحدة الثانية، ومدد التراخيص حتى 2046 و2047.

## الطاقة
زادت  الطاقة للمحطة في عام 2001،  مما جعلها أكبر محطة نووية في الولاية، حيث تولد 2389 ميجاوات. ومع ذلك، فإن أكبر ثلاث محطات للطاقة النووية في إلينوي متساوية تقريبًا في القدرة على التوليد حيث أن قوة محطة لاسال للطاقة النووية أقل بـ 2 ميغاواط من محطة برايدوود، و4 ميغاواط من محطة بايرون للطاقة النووية.